# Distretto di Daxiang
Il distretto di Daxiang (大祥区S, Dàxiáng QūP) è un distretto della Cina, situato nella provincia di Hunan e amministrato dalla prefettura di Shaoyang.